# 東武ホープセンター
東武ホープセンター（とうぶホープセンター）は東京都豊島区の池袋駅西口地下にある東武グループが運営する地下街。

## 概要
1969年（昭和44年）4月2日開業。東京メトロ副都心線開業に伴い内装を一新した。
地下街の正式名称は池袋西口地下街（いけぶくろえきにしぐちちかがい）、都市計画法に基づく都市施設名称は、東京都市計画駐車場第26号池袋西口駐車場である。
2016年までは東武ビルマネジメントが運営していたが、2016年からは東武百貨店のホープセンター事業部が運営している。
池袋駅の他、下赤塚駅前にも東武ホープセンターが存在した。